# Plan sur plan
Le plan sur plan est le résultat de la mise bout à bout de deux plans dont les cadrages sont identiques ou pratiquement identiques, sur le même sujet ou sur un sujet différent, dont le résultat à la projection est une sensation de saut sur place, recherchée par le réalisateur (dans ce cas souvent appelée « coupe franche ») ou produite involontairement et hors de propos. Le terme technique anglais est évocateur : jump cut (coupe sautée).

## Faute de langage
Les éléments fondamentaux du langage filmique ont tous été expérimentés dans les 17 premières années du cinéma (1891-1908), le dernier étant la technique du récit en actions parallèles, avec son corollaire, le montage parallèle.
Dans les décennies qui suivent, les cinéastes ont intégré dans leur façon de tourner, ces éléments que l’avènement du sonore, puis celui de la couleur et enfin celui des « formats larges », ont influencés sans les modifier fondamentalement : « Tant par le contenu plastique de l’image que par les ressources du montage, le cinéma dispose de tout un arsenal de procédés pour imposer au spectateur son interprétation de l’événement représenté. À la fin du cinéma muet, on peut considérer que cet arsenal était au complet. »
De cette évolution vers une fluidité de l’expression des images animées, sont nées des habitudes, des lieux communs, des poncifs, et des règles tendant à normaliser la façon de filmer. « Le morcellement des plans n’a pas d’autre but que d’analyser l’événement selon la logique matérielle ou dramatique de la scène. C’est sa logique qui rend cette analyse invisible, l’esprit du spectateur épouse naturellement les points de vue que lui propose le metteur-en-scène, parce qu’ils sont justifiés par la géographie de l’action ou le déplacement de l’intérêt dramatique. » Très tôt au début des années 1910, la suite des plans dans un décor nouveau était toujours la même : un plan général montrant l’ensemble du décor, d’autres plans plus serrés conduisant à concentrer l’attention du public sur un groupe de personnages, puis sur le personnage le plus important du récit, vu en plan américain. Ce canevas est ainsi celui des films les plus marquants de D. W. Griffith, mais il est aussi universel.
D’autres règles, énoncées à Hollywood dans les années 1920, sont considérées directement comme des lois. Par exemple, celle des 180° pour la mise en place de la caméra dans une alternance champ-contrechamp, afin d’éviter que les regards de personnages qui se confrontent l'un à l'autre ne se croisent. Également la loi des 30° qui stipule que si l’on filme en deux plans un personnage cadré de la même façon (même grosseur de plan), il faut que le deuxième plan ne soit pas dans le même axe de prise de vues que le premier, dont il doit être écarté d’au moins 30°, sous peine de faire ressentir au public, non pas un changement de plan, mais une sorte de saute accidentelle comme le ferait une amputation de la pellicule après un accident de projection.
Il faut donc éviter le plan sur plan, qui constitue une « faute de langage » dont le résultat est l’incompréhension ou le malaise des spectateurs.

## Arrêt de caméra
En 1895, le réalisateur William Heise, qui fait partie de l’équipe artistique de Thomas Edison, retient l’idée d’Alfred Clark, chargé de trouver des sujets neufs pour l’Edison Manufacturing Company. Ils décident de reconstituer la décapitation de Marie Stuart, reine des Écossais, condamnée à mort pour trahison par sa cousine Élisabeth Ire d'Angleterre, en 1587. Ce film s’appelle L'Exécution de Mary, reine des Écossais (The Execution of Mary, Queen of Scots), et dure moins d’une minute, comme tous les films de l’époque. Il avait fallu que William Heise trouve un moyen spécifique au cinéma pour truquer cette décollation. C’est donc lui qui avait pensé à procéder en deux temps, avec un plan interrompu en son milieu pour effectuer la substitution de la comédienne incarnant Marie Stuart par un mannequin vêtu de la même robe, dont la tête était détachable au moment du coup de hache. En vérité, ce truquage de l’arrêt de caméra, pour lequel Georges Méliès aura une véritable passion un an plus tard, est un parfait plan sur plan, un jump cut, dont le résultat est voulu, à savoir une scène spectaculaire. Georges Méliès orientera ce truquage vers le merveilleux et le fantastique, renouvelant ainsi l’attrait du public pour le cinéma, que les immuables et monotones vues photographiques animées des frères Lumière avaient poussé à la désaffection.
L’arrêt de caméra consiste bien à obtenir deux plans, visés selon le même cadrage et comportant un même contenu au détail près de l’objet ou du personnage substitué, ou enlevé (disparition miracle), ou disposé dans le champ (apparition prodigieuse), deux plans qu’il faut relier l’un à l’autre par une soudure à l’acétone (que les monteurs nomment improprement une « collure) car il faut supprimer ce qui rend la manipulation visible : les photogrammes surexposés que l’arrêt et le redémarrage de la caméra ont provoqués sur la pellicule. L’historien américain Charles Musser dit du film L’Exécution de Marie, reine des Écossais, qu’il « apporte une innovation remarquable au cinéma. »
Le plan sur plan, sous la forme de l’arrêt de caméra, est employé depuis longtemps et régulièrement au long des décennies. Par exemple, en 2003, le réalisateur Jean-Pierre Jeunet reprend pas à pas le trucage de William Heise, pour le film Un long dimanche de fiançailles, quand « Tina Lombardi, veuve vengeresse de son amant, un proxénète corse qui s’est volontairement tiré une balle dans la main afin d’être réformé et qui a été condamné à mort par un tribunal militaire (…), menée à la guillotine, perd sa tête comme la Marie Stuart de la Black Maria, en deux temps, deux mouvements, grâce à l’arrêt de caméra. »

## Morphing
Le procédé informatique du morphing, découvert dans les années 1990, utilise le plan sur plan. Le personnage qui est censé se modifier à vue d’œil, ou le décor qui lui aussi peut changer de nature, sont filmés séparément sur le même décor, ou autour des mêmes personnages, et une substitution est effectuée entre les deux plans en post-production par un logiciel qui identifie les deux images en des points caractéristiques et relie les deux aspects par des images virtuelles intermédiaires. Ainsi, dans Il faut sauver le soldat Ryan, le personnage de James Francis Ryan, jeune soldat de 1re classe en 1944, incarné par Matt Damon, se métamorphose en ce qu’il est devenu en 1998, un vieillard aux mêmes yeux bleus, mais au visage ridé, incarné par le comédien Harrison Young. Un demi-siècle d’existence passe sur ce visage en quelques secondes…
Le résultat est parfois obtenu par un changement image par image d’un seul plan, en modifiant le personnage qui devient un avatar, créé virtuellement en animation numérique, mais le fait d’avoir deux aspects différents du même plan peut être assimilé à un plan sur plan.

## Échelle de plans
Une échelle de plans se définit comme une suite de plans courts visant un sujet selon le même axe de prise de vues, mais différents dans leur grosseur, dans le sens d’un rapprochement, par exemple : plan moyen pour le premier, plan américain pour le deuxième, plan rapproché pour le troisième, et enfin gros plan pour le dernier. L’impression donnée est un grossissement expressif du sujet, à caractère violent. L’apparente approche rapide dans l’axe peut être assimilée à un télescopage du regard du public avec le sujet. Un exemple parfait est dans Les Oiseaux, la découverte par la mère de Mitch, d’un fermier voisin qui a été tué et énucléé par les volatiles. L’échelle est constituée de 3 plans. Bien que ce procédé ne corresponde pas à la définition stricto sensu du plan sur plan, le bond en avant provoqué le relie à cette technique.
Ce procédé est abondamment utilisé dans les films d’action et les séries policières, le plus souvent associé à l’usage d’une arme à feu, et dans ce cas, le dernier cadrage – obtenu maintenant par grossissement informatique – montre le pistolet en gros plan. Par exemple, dans la série 24 heures chrono, où l’emploi des échelles de plans est systématique dans les scènes d’échanges de tirs, en complément des nombreux split-screens.

## Effet de style
En 1960, Jean-Luc Godard se proposa de contester, par la pratique, les usages, les codes et les règles d’un cinéma que lui et ses confrères rédacteurs des Cahiers du cinéma jugeaient tristement conventionnel. Entre autres, les interdits de bienséance, comme l’utilisation de certains mots ou de certaines situations, par exemple la vantardise masculine rabaissée dans À bout de souffle par la question de Michel Poiccard à Patricia : « Je peux pisser dans le lavabo ? ». Et les interdits techniques, comme le plan sur plan.
Jean-Luc Godard démontre que le plan sur plan peut être autre chose qu’une erreur ou un truquage, et constituer tout simplement un effet de style. Plusieurs séquences sont ainsi tournées pour cette démonstration, et notamment celle où Patricia est véhiculée par Michel à travers Paris, qui porte atteinte à deux règles : la nécessité du champ-contrechamp dans une section dialoguée, et l’incontournable utilisation de plusieurs plans aux divers cadrages pour décrire tout déplacement géographique. En effet, dans cette célèbre séquence, Michel parle avec abondance, et la caméra ne le découvre jamais (sinon au début et en fin de séquence) : il est toujours en off, et la caméra reste obstinément fixée sur Patricia qui pourtant ne dit rien, ou presque. « La circulation automobile, le décor urbain et Patricia elle-même, sont filmés en plusieurs lieux du parcours et rassemblés cut plan sur plan. Les changements de rues, pourtant visibles derrière Jean Seberg – on compte douze parties distinctes dans ce plan sur Patricia – ne produisent aucun effet d’ellipse spatiale, c’est-à-dire de coupure dans l’espace, le fait que la voiture se déplace à travers Paris est accessoire. En revanche, Patricia, assise dans la voiture dont on voit une partie du pare-brise et le haut de la portière droite, elle, change par coupure de temps, le plan sur plan produit des sautes dans ses attitudes. C’est ce que retient le spectateur. »
Le peu de réponse de Patrica, proche du mutisme, renforce ce temps qui s’allonge en désordre, provoquant dans l’esprit du public la certitude que ce couple est mal assorti, et de toute évidence insincère. Cette séquence fondamentale explique par la suite la trahison de la jeune Américaine, et l’insulte que lui envoie Michel à sa mort : « T’es vraiment une dégueulasse. ».

## Plan-séquence
Le plan-séquence n’est pas une nouveauté. Sa première apparition date de 1903, avec un film de 3 minutes, La Boucle de Georgetown (The Georgetown Loop). Il s’agit de deux prises de vues tournées à partir de la plateforme du frein de secours à l’arrière d’un train qui dévale l’impressionnante gorge tortueuse conduisant à Georgetown. L’opérateur « exécute plusieurs fois de suite des panoramiques sur le paysage, aussi bien côté vallée que côté montagne, puis il revient en panoramique sur le train et les mouchoirs joyeusement brandis à travers les fenêtres des wagons. En fait, ces deux plans sont des plans longs comportant des changements de cadrage pendant leur déroulement, ce qui est la définition du plan-séquence. »
Mais la maturité du plan-séquence, c’est en 1931 dans le film réalisé par Fritz Lang, M le maudit, « où l’on voit les activités interlopes auxquelles se livrent les membres de la pègre au siège de leur amicale ou syndicat. La caméra, étonnamment véloce et curieuse, aligne l’un derrière l’autre deux plans-séquence, l’un d’une minute quarante et l’autre de quarante secondes. » Le but premier du réalisateur est de montrer la parfaite organisation de la pègre berlinoise, à l’image d’une organisation industrielle où chacun est à son poste et travaille avec assiduité. Fritz Lang voulait aussi introduire, dans un récit plutôt dur et tragique de crimes pédophiles et d’une montée de forces obscures, quelques notes d’humour car aussi bien la fabrication à la chaîne de sandwiches fourrés de peu ragoûtants rogatons, que la confection de cigarettes à partir de mégots récoltés dans la rue, visent à faire sourire le public.
L’utilisation systématique du plan-séquence est attribuée par l’historien et théoricien du cinéma André Bazin à Jean Renoir, avec La Règle du jeu, où « la recherche de la composition en profondeur de l’image correspond effectivement à une suppression partielle du montage, remplacé par de fréquents panoramiques et des entrées de champ. Elle suppose le respect de la continuité de l’espace dramatique et naturellement de sa durée. » Orson Welles, à son tour, avec Citizen Kane, conçoit de nombreuses séquences composées d’un seul plan, destinées à respecter, comme le dit André Bazin, « la continuité de l’espace dramatique et naturellement de sa durée ». Le plan-séquence est invité plusieurs fois par Jean-Luc Godard dans À bout de souffle et devient chez d’autres réalisateurs, aussi bien européens qu’américains, une recherche essentielle dans les figures de style, qui permet aux comédiens de se lancer et même de se laisser entraîner dans un jeu plus long qui se rattache au meilleur du théâtre (cf André Bazin).
En 1980, la propagation rapide d’un procédé de prise de vues original, le steadicam, ouvre des perspectives alléchantes aux cinéastes avides d’exploration de l’espace dramatique. Le plan-séquence s’appuie alors sur ce procédé qui lui donne, pourrait-on dire, des ailes. Mais au cinéma il existe un phénomène paradoxal qui lui est spécifique : le temps provoque des effets d’espace et l’espace des effets de temps. Et l’espace englouti par la prise de vues au steadicam provoque une inflation du temps. Les plans "steadicamés" sont parfois insupportablement trop longs et ennuyeux.
La solution était contradictoire avec la volonté affichée des réalisateurs à emprisonner l’espace en un seul plan dans sa continuité temporelle : « Actuellement, le plan sur plan est un moyen d’aller plus vite, on ne le masque plus... Suivi au steadicam, un personnage s’avance dans la pièce, on raccourcit le travelling, le personnage semble faire un bond, on reprend le plan, on le raccourcit plus loin s’il le faut. Cela fait saut de puce, mais c’est efficace et on ne s’ennuie plus à traverser des espaces inutiles. »
Le plan sur plan systématique, pour satisfaire la compréhension ultra-rapide des images animées par des spectateurs nourris de séries télévisées et de jeux vidéo, tend aujourd’hui à démonter les plans-séquence en un découpage classique de plusieurs plans consécutifs.